# Гарфілд та його друзі
Гарфілд та його друзі — мультсеріал про пригоди Гарфілда та його друзів. Виходив із 17 вересня 1988 до 10 грудня 1994.

## Персонажі
У кожній серії Гарфілду та його друзів, є по три історії. У першій історії завжди з'являється знаменитий кіт Гарфілд. У другій історії фігурують його друзі з ферми поросяти Орзона та його друзів, а у третій історії знову з'являються Гарфілд, його хазяїн Джон Арбакл, та собака Оді, над якою Гарфілд завжди знущається.

## Показ в Україні
Вперше мультсеріал в Україні було показано на каналі «ТЕТ» у 2006—2007 роках зі своїм власним двоголосим закадровим озвученням. Вдруге мультсеріал транслював телеканал «НЛО TV».

## Українське багатоголосе закадрове озвучення
Українською мовою мультсеріал озвучено студією «Так Треба Продакшн» на замовлення телеканалу «НЛО TV» у 2013 році.
- Ролі озвучували: Анатолій Пашнін, Володимир Терещук, Юрій Сосков і Катерина Буцька